# Duck Soup (film, 1927)
Duck Soup är en amerikansk stumfilm från 1927 i regi av Fred Guiol.

## Handling
James Hives och Marmaduke Maltravers flyr ett gäng skogvaktare som anlitar luffare till brandmän. De lyckas fly till en herrgård där ägaren åkt på semester och betjänten och hushållerskan stuckit. När ett par kommer för att hyra huset måste Maltravers anta rollen som ägaren och Hives rollen som hushållerskan.

## Om filmen
Huvudrollerna i filmen spelas av Stan Laurel och Oliver Hardy som senare kom att bli kända som komikerduon Helan och Halvan, men som här heter James Hives och Marmaduke Maltravers.
Filmen är baserad på sketchen Home From The Honeymoon från 1908 skriven av Arthur J. Jefferson, far till Stan Laurel. Handlingen i filmen återanvändes i Helan och Halvans senare ljudfilm Helan och Halvan i Villa Villervallan som utkom 1930, samt en detalj i början i duons långfilm Här vilar inga lessamheter som utkom 1932. 
Filmens chefsregissör var Leo McCarey, och han lånade titeln för Bröderna Marx-filmen Fyra fula fiskar som han regisserade 1933.
Filmen ansågs fram till 1974 vara förlorad.
Filmen har givits ut på DVD och Blu-ray.

## Rollista (i urval)
- Stan Laurel – James Hives
- Oliver Hardy – Marmaduke Maltravers
- James Marcus – överste Blood
- William Austin – lord Tarbotham
- Madeleine Hurlock – lady Tarbotham
- Bob Kortman – McFidget[1]